# Linia kolejowa Michniewo – Jaganowo
Linia kolejowa Michniewo – Jaganowo – linia kolejowa w Rosji łącząca stację Michniewo ze stacją Jaganowo. Jest to fragment Wielkiego Pierścienia Kolei Moskiewskiej, będącego kolejową obwodnicą Moskwy. Zarządzana jest przez region moskiewsko-kurski Kolei Moskiewskiej, wchodzącej w skład Kolei Rosyjskich. 
Linia położona jest w obwodzie moskiewskim. Na całej długości jest zelektryfikowana, w większości dwutorowa (wyjątkami są łącznice przy Michniewie, które są jednotorowe).

## Historia
Linia powstała w Związku Sowieckim. Od 1991 położona jest w Rosji.